# Балыкин, Игорь Валерьевич
Игорь Валерьевич Балыкин — сотрудник Министерства внутренних дел Российской Федерации, старший сержант милиции, погиб во время Второй чеченской войны, кавалер ордена Мужества (посмертно).

## Биография
Игорь Валерьевич Балыкин родился 10 ноября 1973 года в городе Темиртау Карагандинской области Казахской Советской Социалистической Республики. В 1995 году поступил на службу в органы Министерства внутренних дел Российской Федерации. Служил милиционером во взводе патрульно-постовой службы милиции отдела внутренних дел по Нижневартовскому району Ханты-Мансийского автономного округа — Югры.
12 ноября 2000 года Балыкин был направлен в командировку в зону контртеррористической операции на Северном Кавказе, где был прикомандирован к временному отдела внутренних дел Октябрьского района города Грозного — столицы Чеченской Республики.
17 декабря 2000 года Балыкин в составе инженерно-сапёрной группы под командованием прапорщика С. В. Маслакова выехал из расположения райотдела для проверки информации о взрывном устройстве, заложенном между двумя блокпостами. На подъезде к намеченному месту сапёры попали в засаду сепаратистов, их автомашина была обстреляна из гранатомёта и автоматического оружия.
Несмотря на полученные тяжёлые ранения в голову, шею и спину, Балыкин открыл из личного оружия огонь по противнику, пока его товарищи не вывели автомашину из зоны обстрела. Милиционер в бессознательном состоянии был доставлен в госпиталь в посёлке Ханкала, где вскоре скончался от полученных ранений.
Указом Президента Российской Федерации от 17 ноября 2001 года старший сержант милиции Игорь Валерьевич Балыкин посмертно был удостоен ордена Мужества. Навечно зачислен в списки личного состава ОВД Нижневартовского района Ханты-Мансийского автономного округа.

## Память
- В честь Балыкина названа улица в посёлке городского типа Излучинске Нижневартовского района Ханты-Мансийского автономного округа.
- В школе, где учился Балыкин, установлена мемориальная доска, регулярно проводятся памятные мероприятия[3].